# دار كايس

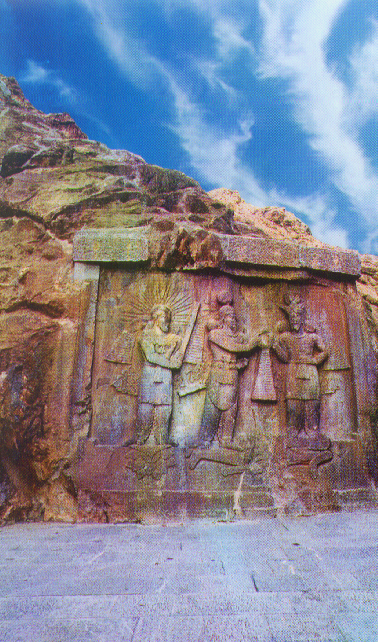
يعتقد أن أردشير الأول، الإمبراطور الساساني واقف هنا على هذه الحافة في طاق بستان على اليسار أهورامزدا وعلى اليمين إله الشمس ميثران.

دار كايس (بالكردية: Kâvusakân‏) (226 - 380 م) كانت مقاطعة كردية تابعة للإمبراطورية الساسانية في وسط وجنوب كردستان أنشئت في العام 226 للميلاد وظلت مملكة شبه مستقلة حتى العام 380 للميلاد قبل أن يقوم أردشير الثاني بقتل من بقي من السلالة الحاكمة.

## التأسيس
تأسست دار كايس بعد اتفاق بين الإمارات الكردية والممالك والإمبراطورية الفارسية، وبعد حرب استمرت عامين بين الإمبراطورية والممالك المحلية تم تنصيب الأمير الكردي المحلي كايس ملكا لحكم الأكراد. كان بين الممالك الكردية شبه المستقلة الأخيرة في عصر الأسرة الساسانية. بعد سقوط الساسانيين والفتح العربي، تم إنشاء ممالك وإمارات كردية جديدة مثل الإمارة الحسنوية حوالي القرن العاشر للميلاد في نفس المنطقة.

## التاريخ
قبل تأسيس دار كايس، تم حكم عدد من الإمارات والممالك الكردية الموحدة من بارزان وهكاري إلى موكريان و شهرزورتحت قيادة مملكة كيرم (كلمة كردية بمعنى الثعبان) والتي كان مركزها في كرماشان. 
في العام 224 للميلاد، قام الملك أردشير الأول مؤسس الإمبراطورية الفارسية الساسانية بتحدى ملك كرماشان في حرب لمدة عامين قبل ان يتسلم سيادة المملكة من عدد من الممالك الكردية في المنطقة.